# 薬丸兼武
薬丸 兼武（やくまる かねたけ）は江戸時代後期の薩摩藩の剣客。久保之英の次男であったが薬丸兼富の養子となり薬丸家を継いだ。家格は小番。薬丸自顕流初代師範。
剣客として名声があり、家伝の剣術に示現流を取り入れた如水伝、ジゲン流（薬丸自顕流）を立ち上げ示現流より独立し、薬丸自顕流（薬丸派示現流）初代師範となる。異端として藩に忌避されて屋久島に流され、そこで没した。

## 経歴
安永4年（1775年）、久保之英の次男として誕生。 天明8年（1788年）9月15日、病気で嗣子が望めなくなった薬丸兼富の養子となる。
天明9年（1789年）1月27日、新蔵に改名。寛政10年（1798年）2月1日、江戸で長左衛門に改名。享和2年11月11日（1802年）、江戸新番勤めを命じられる。文化5年（1808年）5月16日、兼武が如水伝と称して、東郷家門人2、3人に誓書を提出させたため、問題になる。文化10年（1813年）、徳之島代官として、徳之島に赴任。同年3月27日、徳之島の亀津に着く。
文化12年（1815年）4月、任期満了につき帰鹿。
天保3年（1832年）、かつて実兄の久保之正が流された屋久島に遠島となってしまった。天保6年（1835年）7月14日、そのまま赦されることなく、屋久島の栗生で没した。享年61。嫡子の兼義が跡を継いだ。

## 人物、業績
薬丸家は薬丸兼陳以来、代々示現流の東郷家の弟子であったが、実際には代々家伝で技を伝承しており、東郷家から教授されることは段々なくなっていた。また、東郷家の不振もあり、師範代的な地位で示現流を支えていた。その一方で家伝の剣術は示現流とは異なる独自の発展を遂げていた。兼武は次々に他流試合を申し込まれるもことごとく打ち破り、また弟子も多く、ついに如水伝、ジゲン流を称して東郷家より独立した。如水は薬丸兼陳の号である（薬丸自顕流）。
ところが、この独立は弟子の移動があるなどして円満なものではなく、示現流史範家の東郷実位及び藩主の島津斉興（示現流の皆伝だった）より示現流の異端として忌避される。

## 剣技
特に小太刀、槍止めを得意とした。他流試合の逸話も槍止めに関するものが多い。小太刀の木刀で明珍作の兜を切ったという信じがたい話もある。尚、その際に読んだという歌（「明珍の鎧兜をたのみにしてまないたになる人ぞかなしき」）が残っている。

## 著作
- 『小太刀問答書』：島津久典の求めに応じて文政2年（1819年）に著述。
- 『由緒並家傳燕飛解』：兼武の剣術が兼武自身の創案ではなく薬丸家家伝として脈々と続いてきたことを述べた書。